# Sinzos
Sinzos é uma comuna francesa na região administrativa de Occitânia, no departamento dos Altos Pirenéus. Estende-se por uma área de 4,11 km². Em 2010 a comuna tinha 140 habitantes (densidade: 34,1 hab./km²).